# Lachnocapsa spathulata
Lachnocapsa es un género monotípico de plantas fanerógamas de la familia Brassicaceae. Su única especie, Lachnocapsa spathulata, es originaria de Socotra en Yemen.

## Hábitat y ecología
Es una especie localmente común en zonas de arbustos enanos en las llanuras y partes de la meseta de piedra caliza cerca del mar en zonas costeras desérticas a una altitud desde el nivel del mar a los 700 m. Este subarbusto con forma de cojín  tiene atractivas flores de color amarillo pálido y frutas densamente peludas blancas que pueden ser difíciles de distinguir de las hojas carnosas. Tiene una distribución bastante dispersa en Socotra pero puede ser localmente abundante (por ejemplo, en Faleng). Fue localizada cerca Qallansiyah por Balfour en el siglo XIX, pero no ha sido vista allí recientemente (cf Taverniera sericophylla y Farsetia socotrana). Es relativamente común en Samhah, sobre todo en la meseta de la cumbre.

## Taxonomía
Lachnocapsa spathulata fue descrita por Isaac Bayley Balfour y publicado en Proceedings of the Royal Society of Edinburgh 11: 501. 1882.